# Sinnamon Love
Sinnamon Love, född 1973, är en afroamerikansk porrskådespelerska, fetischmodell och glamourmodell. Hon har behå-storlek 34D.
Sinnamon Love växte upp i Flint, Michigan. Vid 16 års ålder flyttade hon till Los Angeles i Kalifornien. Hon började medverka i pornografiska filmer i början på 90-talet och har sedan dess gjort omkring 200 filmer.
Sinnamon Love är mamma till tre barn.

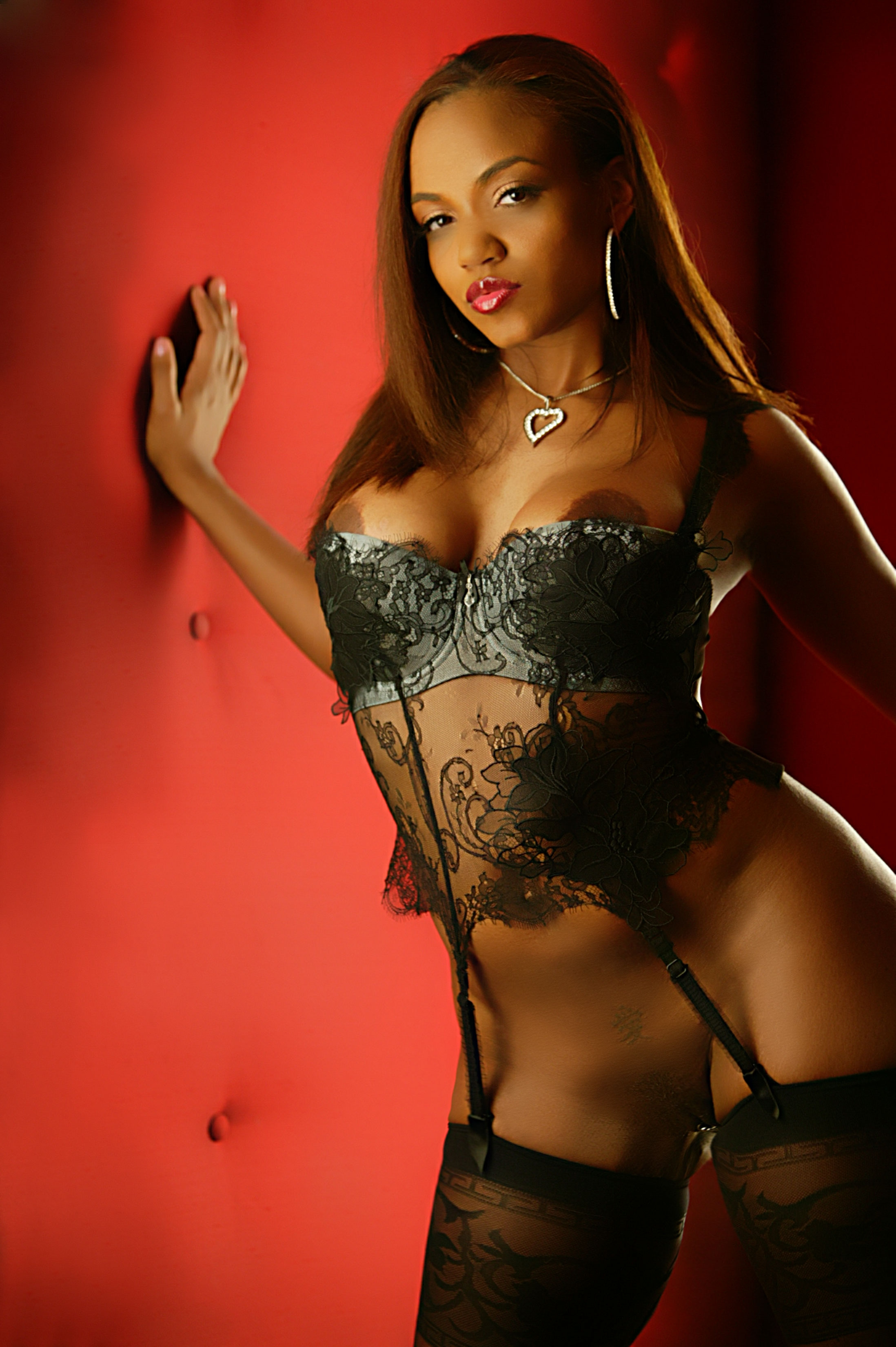
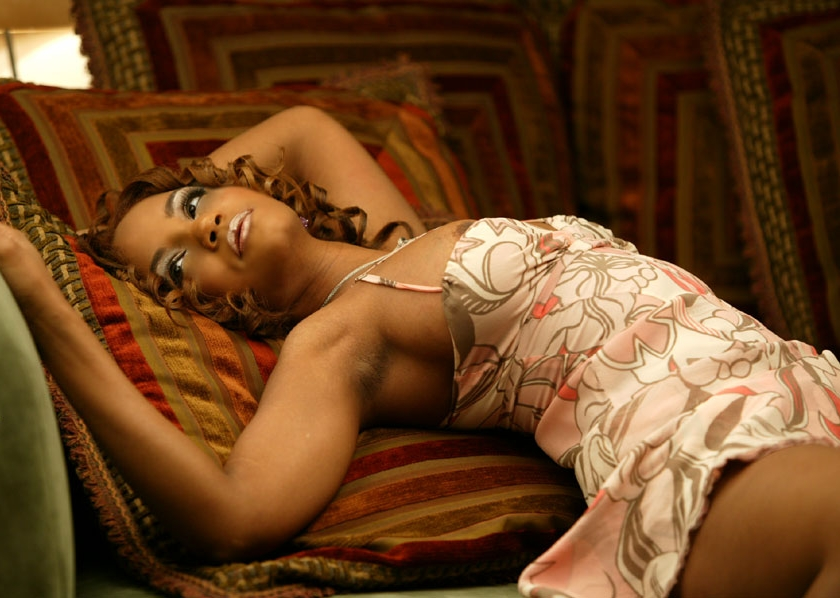